# پراچواپ خیری خان
پراچواپ خیری خان (به تایلندی: ประจวบคีรีขันธ์) یک شهرک در تایلند است که در استان پراچواپ خیری خان واقع شده‌است.

## خصوصیات
پراچواپ خیری خان ۲۶٬۹۲۶ نفر جمعیت دارد و ۹ متر بالاتر از سطح دریا واقع شده‌است.

## نگارخانه

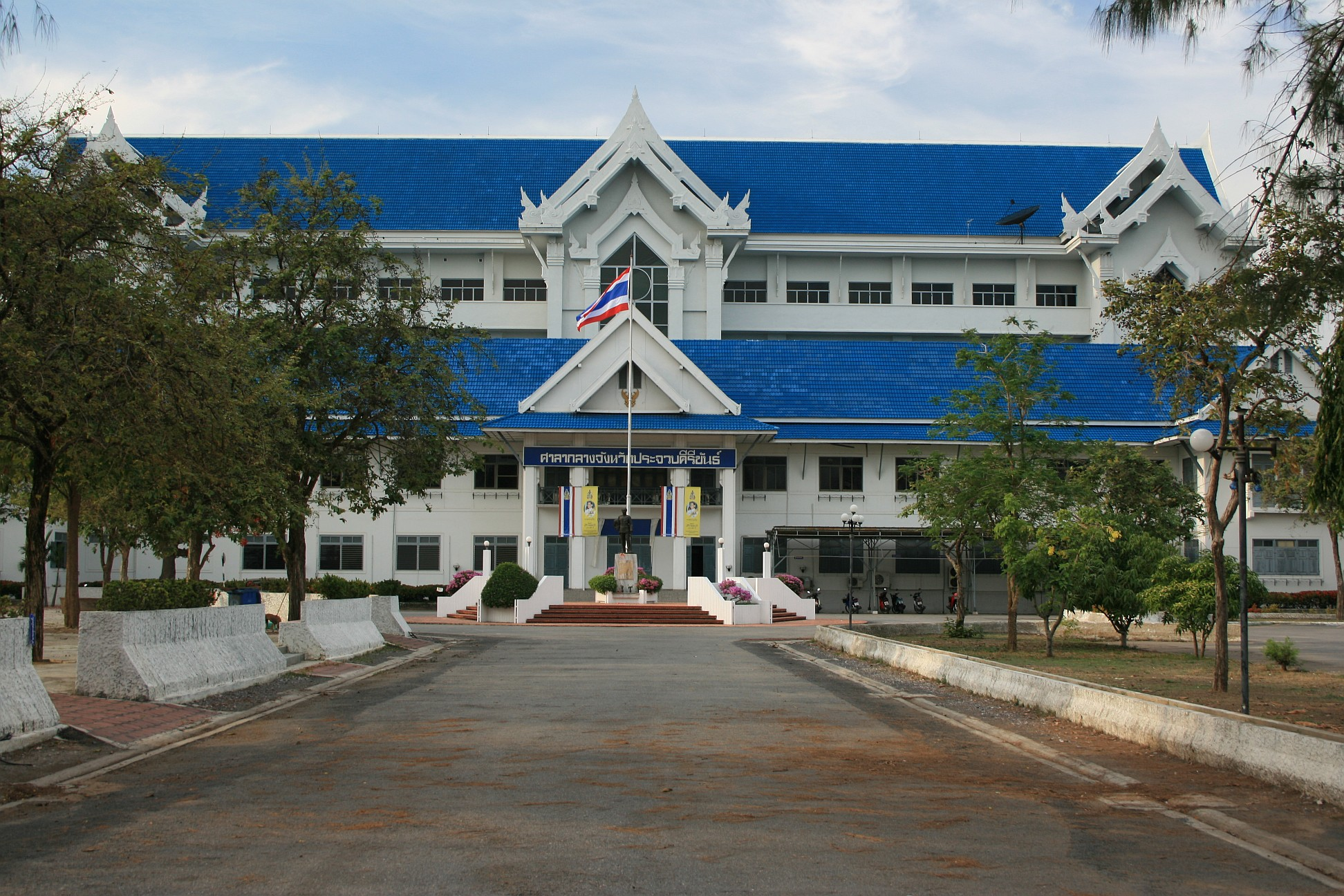
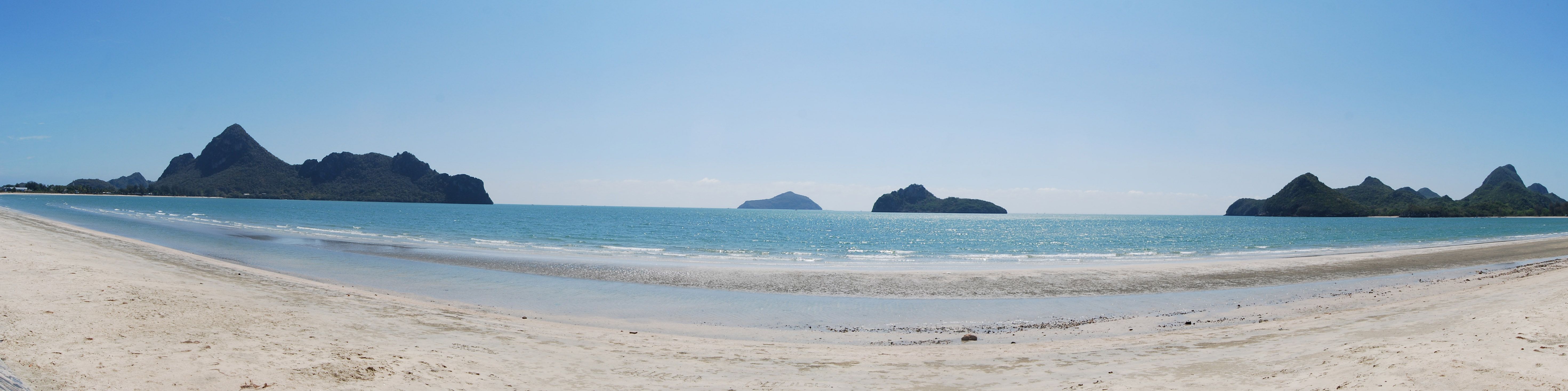
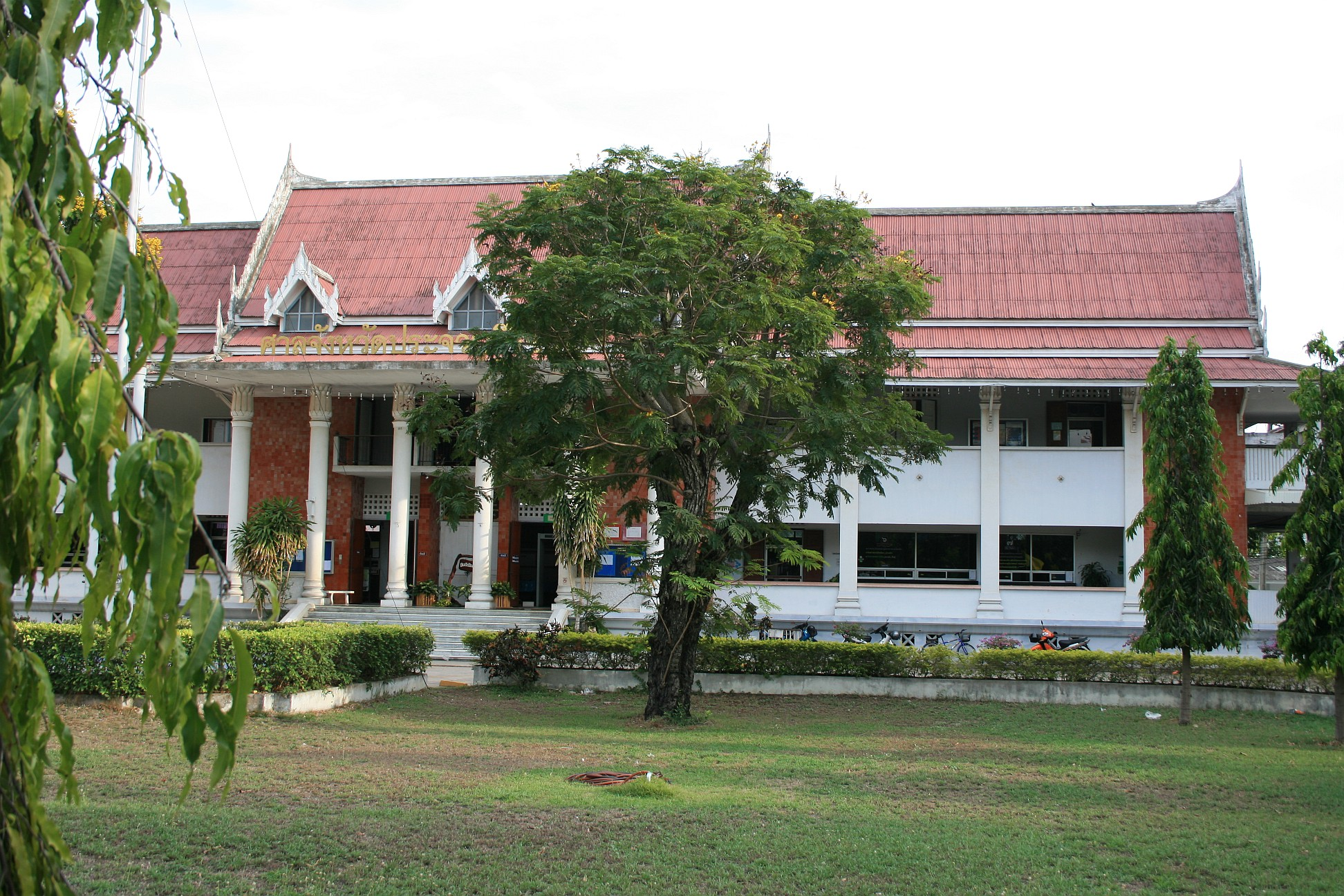
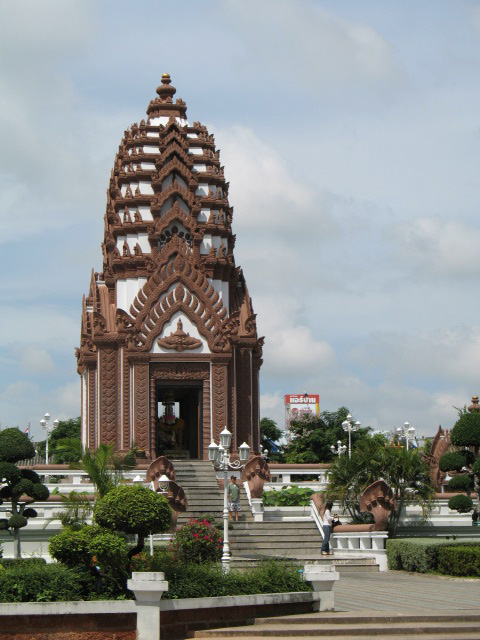